# Moojenodesmus angulifer
Moojenodesmus angulifer är en mångfotingart som beskrevs av Peters 1864. Moojenodesmus angulifer ingår i släktet Moojenodesmus och familjen Fuhrmannodesmidae. Inga underarter finns listade i Catalogue of Life.